# IJsselmonde (isla)
IJsselmonde es una isla fluvial entre los brazos de los ríos Nieuwe Maas, Noord y Oude Maas del delta del Rin-Mosa en la provincia de Holanda del Sur en el Reino de los Países Bajos. El río Mosa recibe el nombre de Meuse en francés y Maas alemán. Nieuwe Maas (Nuevo Mosa) y Oude Maas (Antiguo Mosa) son dos brazos de este río en el delta fluvial que forma con el río Rin. La ciudad de Róterdam, que ahora ocupa la mayor parte del norte de la isla e incluye la anterior localidad del mismo nombre, fue una vez una comunidad separada. La isla fue antiguamente una rica región agrícola, pero hoy es sobre todo suburbios. Solo las partes central y sur de la isla han mantenido su carácter agrícola.